# Belényeshegy
Belényeshegy (Belejeni), település Romániában, a Partiumban, Bihar megyében.

## Fekvése
Belényestől délkeletre, a Fekete-Körös egyik jobb oldali mellékvize a petrószi jobb partján, Bontesd, Körössebes és Bondoraszó közt fekvő település.

## Története
Belényeshegy, Belezsény nevét 1552-ben említette először oklevél. 1595-ben majd, 1692-ben Belezen, 1808-ban Belesény, 1888-ban Belezseny, 1913-ban Belezsény néven írták.
A település birtokosa az 1800-as évek elején a nagyváradi görögkatolikus püspökség volt.
1910-ben 340 lakosából 7 magyar, 335 román volt. Ebből 333 görögkeleti ortodox, 7 izraelita volt.
A trianoni békeszerződés előtt Bihar vármegye Belényesi járásához tartozott.
2002-ben 308 lakosából 307 román, 1 magyar volt.

## Nevezetességek
- 1818-ban épült ortodox fatemplom